# Caroline Criado-Perez
Pour les articles homonymes, voir Criado.
Caroline Emma Criado-Perez, OBE (née en juin 1984) est une militante féministe et journaliste britannique. Sa première campagne, le Women's Room project, est en faveur d'une meilleure représentation des expertes femmes dans les médias. À la suite de ce succès, elle s'oppose à la suppression de la seule femme sur les billets de banque britanniques, conduisant la Banque d'Angleterre à annoncer l’apparition du portrait de Jane Austen sur les billets de 10 £ en 2017. Sa dernière campagne la conduit à la poursuite de ses harceleurs (et ceux d'autres femmes) sur les réseaux sociaux dont Twitter. Twitter annonce alors des plans pour améliorer ses procédures de plainte. Sa plus récente mobilisation concerne la mise en place d'une statue de femme sur Parliament Square ; la statue de Millicent Fawcett est dévoilée en avril 2018, lors de célébrations du centenaire du droit de vote des femmes au Royaume-Uni.

## Enfance et éducation
Née au Brésil, elle est la fille de Carlos Criado-Perez, un homme d'affaires argentin, connu pour être le chef de la direction de la chaîne de supermarchés Safeway au Royaume-Uni. Sa mère est anglaise. Le travail de son père fait que la famille déménage régulièrement et Criado-Perez passe son enfance en Espagne, au Portugal et à Taïwan ainsi qu'au Royaume-Uni. Quand Criado-Perez est âgée de 11 ans, son père est nommé aux Pays-Bas et elle est envoyée en internat à la Oundle School. Cependant, elle ne supporte pas la culture des brimades qui y sévit.
Criado-Perez étudie l'histoire durant une année à l'université de Londres, avant de décider qu'elle préfère faire autre chose. Après avoir développé une passion pour l'opéra pendant son adolescence, elle veut devenir chanteuse d'opéra, et plusieurs de ses emplois lui servent à payer ses cours de chant. Ses parents sont divorcés.
Criado-Perez travaille dans le marketing numérique pendant quelques années, mais finit par changer de voie et se tourne vers la Littérature anglaise, étudiant le soir et les weekend pour obtenir son diplôme. Elle étudie la langue et la littérature anglaises au Keble College, en tant qu'étudiante salariée et obtient son diplôme de l'université d'Oxford en 2012. Elle étudie le langage et le genre et un livre de Deborah Cameron (en) traitant de la relation entre les pronoms et le genre, qui conduit Criado-Perez sur la voie du féminisme.
Elle est l'une des finalistes du prix d'écriture pour les étudiants de la London Library en 2012, et reçoit un chèque de 1 000 £ et d'autres prix. Depuis, elle travaille en tant que rédactrice pour un portail d'informations et de réseautage de l'industrie pharmaceutique et, en 2013, elle termine un master en études de genre de la London School of Economics.

## Mobilisations

### La représentation des femmes dans les médias
En novembre 2012, avec Catherine Smith, elle fonde le site Internet Women's Room, dont le but est de recueillir des propositions pour les femmes professionnelles et de les transmettre à des journalistes pour augmenter la proportion des femmes dans les médias,. La raison immédiate de la création de ce site est due à l'émission Today de la BBC Radio 4 diffusée sur plusieurs jours en octobre 2012, parlant de la prévention des grossesses et des cancers du sein chez les adolescentes, émissions au cours desquelles aucune femme n'est présente. En conséquence, le présentateur John Humphrys se trouve obliger de poser cette question : « Si vous étiez une femme, vous n'auriez aucune hésitation à être dépistée ? ». L'une des personnes interrogées sur le sujet des grossesses chez les adolescentes est Anthony Seldon (en), le directeur du Wellington College (en), une école publique. Criado-Perez écrit que Seldon pourrait être une autorité sur l'histoire politique britannique contemporaine mais pas sur ce sujet-là. Elle commente le choix plutôt limité des intervenants, parlant de sujet de société et de genre, lors d'un débat aussi largement diffusé : « Ces voix sont en train de façonner le débat, et par conséquent, ils exercent une énorme influence sur notre politique publique populiste. Si la politique publique est trop sensible aux médias, faisons de ces derniers une vraie représentation du public. ».
Lors de la controverse sur Wikipedia en avril 2013, relative à la création d'une sous-catégorie pour les romancières américaines (American women novelists), elle dit : « Cette catégorie perpétue l'idée que les hommes sont par défaut et n'ont pas besoin d'être différenciés, tandis que les femmes sont toujours considérées comme des valeurs ajoutées. »

### Les femmes sur les billets de banque
Lors d'une autre mobilisation, elle demande à la Banque d'Angleterre de revenir sur leur décision de remplacer le portrait d'Elizabeth Fry qui orne les billets de £5 par celui de Winston Churchill, ce qui enlèverait la seule femme apparaissant sur l'envers des billets anglais ; la Reine est représentée sur le devant des billets de banque, avec au devers, un personnage historique important. Rejetant le choix de Churchill « un autre homme blanc », Criado-Perez souligne que la loi sur l'Égalité de 2010 s'engage à ce que les établissements publics « éliminent la discrimination », bien qu'aucune preuve ne permette de dire si la Banque a agi « sans en tenir compte » car le processus de décision est resté secret. Criado-Perez rencontre la Head of Notes Victoria Cleland (en) et le Chef de caisse Chris Salmon (en) de la Banque pour discuter de la question lors la deuxième semaine de juillet,.
La campagne, qui reçoit le soutien de 35 000 signataires sur sa pétition, et un soutien financier pour une potentielle attaque en justice que Criado-Perez n'exclut pas, oblige Mark Carney, récemment nommé Gouverneur de la Banque d'Angleterre, à annoncer un changement de plan le 24 juillet 2013. La Banque annonce que l'image de Jane Austen apparaîtra sur les billets de 10 £ au lieu de Churchill,. Une telle décision doit faire l'objet d'un examen approfondi. « Les gens ont dit que ce n'était pas une campagne de première importance, mais je n'ai pas spécialement choisit les billets de banque », avoue Criado-Perez à Vanessa Thorpe de The Observer. Elle ajoute : « J'ai juste vu la [proposition] et pensé, 'je ne suis pas d'accord'. Et la Banque d'Angleterre n'est pas une institution de petite taille. »  Jane Austen n'est pas sa personnalité féminine historique préférée, mais Criado-Perez approuve ce choix : « Elle a passé son temps à se moquer de l'establishment. Tous ses livres sont sur la manière dont les femmes sont piégées et mal représentées. C'est vraiment triste qu'elle ait écrit cela il y a 200 ans et que ce soit toujours la même chose aujourd'hui. ».
Dans un article paru dans le London Evening Standard en septembre 2017, Criado-Perez écrit qu'elle ferait don de son premier « billet de dix livres Austen » à son refuge pour femmes local : « C'est une bonne façon de clore ce chapitre de ma vie. ». D'autres suivent son exemple,  faisant don de leurs billets de dix livres à des organismes de bienfaisance, grandes comme Women's Aid (en) ou plus petites comme Bloody Good Period.

### Harcèlement sur Twitter
Cette décision de la Banque d'Angleterre engendre de nombreuses menaces, y compris des menaces de viol et de meurtre à l'encontre de Criado-Perez et d'autres femmes sur Twitter dès l'annonce de la Banque en juillet 2013. À cette époque, Criado-Perez dit qu'elle reçoit environ 50 menaces par heure, et trouve quelque peu inadéquate la suggestion de remplir un formulaire en ligne détaillant à Twitter les comportements incriminés. Au moment des abus, Craido Perez « perd 6 kg en deux jours » et « ne peut plus manger ou dormir ». Elle ajoute plus tard : « Je ne sais pas si j'ai eu une sorte de rupture. J'ai été incapable de fonctionner, incapable d'avoir des interactions normales. »
Alors elle se sent prise au piège, Twitter n'assumant à l'époque aucune responsabilité pour les contenus des tweets, conseillant simplement aux utilisateurs de contacter les autorités compétentes. Criado-Perez déclare que la campagne de harcèlement, provoquée par une petite question, « montre que ce n'est pas par rapport à ce que les femmes font, ni avec le féminisme. C'est que certains hommes n'aiment pas les femmes, et n'aiment pas les femmes dans le domaine public. ». Selon elle : « Les hommes sont attaqués parce qu'ils ont dit ou fait quelque chose de quelqu'un n'aime pas, alors que les femmes sont attaquées parce qu'elles sont visibles. ».
La députée Stella Creasy, qui est impliquée avec Criado-Perez dans la campagne sur les billets de banque, est parmi celles qui ont souffert du même harcèlement criminel. Un homme et une femme sont arrêtés vers la fin juillet,,. Une pétition en ligne appelle alors Twitter à introduire un bouton permettant de signaler un abus au site, pétition qui obtient 110 000 signatures au 2 août 2013 quelques jours après sa mise en ligne.
Criado-Perez ne participe pas au silence sur Twitter organisé par Caitlin Moran, journaliste du Times, le 4 août pour forcer Twitter à changer sa politique,. « Désolé, mais je ne vais pas être réduite au silence par quelqu'un », dit-elle. Même si elle reconnaît que le boycott est une « marque de la solidarité », elle fait valoir la nécessité de « répondre » aux trolls. Le 3 août, le directeur général en Grande-Bretagne du site de média social, Tony Wang, annonce la création de l'option sur tous les postes permettant de rapporter un tweet abusif à la plateforme, et s'excuse pour les femmes victimes de harcèlement.
En septembre 2013, Criado-Perez estime que la Metropolitan Police ne l'a pas bien traité, et déclare qu'ils ont même perdu des éléments de preuve. Le lendemain, la Metropolitan Police déclare qu'ils n'ont pas perdu des preuves dans cette affaire. Pendant ce temps, Criado-Perez supprime son compte Twitter pour un temps. Le 16 décembre, deux personnes venant de Tyne et de Wear sont accusés de mauvaise utilisation d'un réseau social. Il est annoncé à ce moment-là que deux autres suspects n'ont pas été accusés, et que pour le cinquième, la décision est en cours de traitement. Le 7 janvier 2014, John Nimmo (25) et Isabella Sorley (23) plaident coupable aux accusations portées contre eux. Sorley est condamnée à 12 semaines de prison et Nimmo à 8 semaines, le 24 janvier. Lorsqu'on lui demande lors d'une interview sur la BBC en janvier 2014, si elle est surprise de voir que l'une des condamnées est de sexe féminin, Criado-Perez répond que la femme en question a intériorisé la misogynie déjà endémique dans l'ensemble de la société. Un deuxième homme, Peter Nunn, 33 ans, est reconnu coupable de l'envoi de tweets menaçants à Creasy le 2 septembre, et est interdit de contact avec une femme pendant son emprisonnement de 18 semaines à partir du 29 septembre 2014,,.
En résultat de sa campagne contre le politiques de Twitter, le chroniqueur Owen Jones en juillet 2013, décrit Criado-Perez comme « une brillante combattante ».
Après l'élection de Jeremy Corbyn en tant que chef du parti travailliste en septembre 2015, Criado-Perez tweete : « Je pensais vraiment que Corbyn aurait l'idée de donner les postes de cabinets à des femmes. Vous êtes un homme blanc avec un homme blanc adjoint ». Le Chancellier, ainsi que les secrétaires en Politique étrangère et intérieures de Corbyn sont aussi des hommes. Dans le contexte de comportement menaçant dont ont souffert les femmes députés du parti travailliste avant et pendant l'Élection à la direction du Parti travailliste britannique de 2016, Criado-Perez écrit sur le sujet pour le site Internet The Pool.

### Statue de Millicent Fawcett
Le 8 mars 2016, lors de la Journée internationale des femmes, Criado-Perez remarque l'absence de statue de femme sur Parliament Square. Les onze statues commémorent toutes des hommes dont Winston Churchill et Nelson Mandela.
Elle lance une campagne pour faire ériger une statue de suffragette sur Parliament Square, Westminster pour le centenaire du Representation of the People Act 1918. « Si nous vivions dans un monde plus juste, les personnalités féminines historique, non-royales ne serait pas représentées que sur 2,7% des statues du Royaume-Uni », écrit-elle dans le New Statesman. « Mais nous ne vivons pas dans un monde plus juste. Et je suis réaliste sur le rythme du changement. ». Sa lettre ouverte au nouvellement élu maire de Londres Sadiq Khan, publié par The Daily Telegraph au mois de mai suivant, est signée par un certain nombre de personnalités féminines. Khan accepte facilement cette idée, mais ne s'engage pas alors sur l'emplacement que Criado-Perez souhaite. Une pétition signée par plus de 74 000 personnes est présentée par Criado-Perez en juin, lors d'un événement dans l'enceinte de Speaker's House State Rooms hébergé par la Fawcett Society, où elle suggère Millicent Fawcett comme personnalité à représenter.
En avril 2017, Sadiq Khan annonce que Gillian Wearing est chargée de créer une statue de la suffragette Millicent Fawcett. La Première ministre, Theresa May, marque également son approbation. Fawcett est la première femme à être en vedette sur Parliament Quare et Gillian Wearing est la première sculptrice à créer une statue pour cette place. Quand le plan de la statue de Fawcett est annoncé, Khan déclare : « C'est tout simplement pas normal que près d'un siècle après le droit de vote des femmes, Parliament Square soit toujours une zone réservée aux hommes, et je suis ravie que cela change bientôt grâce à la campagne inspirée de Caroline. ». La statue est inaugurée le 24 avril 2018, pour la commémoration de l'extension du droit de vote aux femmes en 1918 - même si cette extension est dans un premier temps inégale face aux conditions de vote pour les hommes. Sur le piédestal de la statue sont gravés les noms et les photos des 55 femmes (et 4 hommes) qui ont combattu pour le droit de vote des femmes,.

## Distinctions
Pour son activisme pour la représentation des femmes sur les billets de banque, Criado-Perez remporte le prix de la militante des droits de l'Homme de l'année décerné par le groupe de presse Liberty en novembre 2013. En 2013, elle est également nommée comme l'une des 100 femmes les plus inspirantes de l'année par la BBC. Criado-Perez est nommée Officier de l'Ordre de l'Empire Britannique (OBE) lors de l'Anniversaire de la Reine en 2015 pour services rendus à l'égalité et à la diversité, en particulier dans les médias.
Son ouvrage Invisible Women: Exposing Data Bias in a World Designed for Men, reçoit le prix 2019 du livre scientifique de la Royal Society.